# Michael Nike Gómez
Michael Nike Gómez Vega (Barrancabermeja, 4 de abril de 1997) es un futbolista colombiano. Juega en la posición de delantero y actualmente se desempeña en el Rayo Zuliano de la Primera División de Venezuela.

## Selección nacional
Ha hecho parte de procesos de selección Colombia Sub-20, integrando el equipo que participó en el Campeonato Sudamericano de Fútbol Sub-20 de 2017 que finalizó en la sexta posición del torneo.

## Clubes
| Club          | País      | Año         |
| ------------- | --------- | ----------- |
| Envigado F.C. | Colombia  | 2015 - 2022 |
| Boyacá Chicó  | Colombia  | 2023 - 2024 |
| Rayo Zuliano  | Venezuela | 2025-       |

## Estadísticas
| Club                   | Div.          | Temporada     | Liga  | Liga  | Copa Nacional | Copa Nacional | Copa Internacional | Copa Internacional | Total | Total |
| Club                   | Div.          | Temporada     | Part. | Goles | Part.         | Goles         | Part.              | Goles              | Part. | Goles |
| ---------------------- | ------------- | ------------- | ----- | ----- | ------------- | ------------- | ------------------ | ------------------ | ----- | ----- |
| Envigado FC · Colombia |               |               |       |       |               |               |                    |                    |       |       |
| 1.ª                    | 2015          | 10            | 0     | 2     | 0             | —             | —                  | 12                 | 0     |       |
| 1.ª                    | 2016          | 19            | 4     | 7     | 0             | —             | —                  | 26                 | 4     |       |
| 1.ª                    | 2017          | 22            | 2     | 3     | 1             | —             | —                  | 25                 | 3     |       |
| 1.ª                    | 2018          | 10            | 2     | 0     | 0             | —             | —                  | 10                 | 2     |       |
| 1.ª                    | 2019          | 33            | 4     | 3     | 0             | —             | —                  | 36                 | 4     |       |
| 1.ª                    | 2020          | 12            | 1     | 2     | 0             | —             | —                  | 14                 | 1     |       |
| 1.ª                    | 2021          | 22            | 0     | 1     | 0             | —             | —                  | 23                 | 0     |       |
| Total club             | Total club    | 128           | 13    | 18    | 1             | 0             | 0                  | 156                | 14    |       |
| Total carrera          | Total carrera | Total carrera | 128   | 13    | 18            | 1             | 0                  | 0                  | 156   | 14    |